# Nicoletta Spagnoli
Nicoletta Spagnoli (Perugia, 24 luglio 1955) è un'imprenditrice italiana, amministratore delegato della Luisa Spagnoli.

## Biografia
Conseguita una laurea in Farmacia trascorre un periodo di studio negli Stati Uniti dove le viene offerto un dottorato di ricerca all'Università della California - San Diego, che tuttavia rifiuta quando nel 1983 viene chiamata dal padre a lavorare nell'azienda di famiglia. Alla morte del padre Lino Spagnoli, nel 1986, assume la guida dell'azienda assieme al fratello Mario, occupandosi delle collezioni e dell'amministrazione. Sotto la sua guida l'azienda d'abbigliamento Luisa Spagnoli espande il proprio mercato e vede crescere il fatturato dai 90 miliardi di lire del 1986 ai 117 milioni di euro del 2006.
Nel 2003 vince il premio di imprenditore dell'anno Ernst & Young per la categoria "Communications", nel 2007 il Presidente della Repubblica Giorgio Napolitano le conferisce il titolo di Cavaliere del Lavoro.
Al 2015 è membro del comitato esecutivo dell'Aspen Institute.